# 中村日出夫 (教育者)
中村 日出夫（なかむら ひでお、1948年-2019年）は、日本の教育者。現在、JAXA宇宙教育センターセンター長、全国中学校理科教育研究会顧問

## 人物・略歴
- 1948年：神奈川県生まれ。
- 1971年：千葉大学教育学部中学校理科卒業
- 1971年：日本電信電話公社機械課入社
- 1973年：東京都公立中学校教諭
- 1993年：東京都公立中学校教頭、
- 1997年：東京都公立中学校校長
- 2005年：全国中学校理科教育研究会会長
- 2008年：国立科学館学習課アドバイザー
- 2008年：JAXA宇宙教育センターセンター長[3]

## 受賞
- 日本教育研究連合会教育奨励賞受賞（1987年）